# Castello di Ciriano
Il Castello di Ciriano, conosciuto anche come castello Bracciforti o palazzo Dodi, è un castello situato nell'omonima frazione del comune italiano di Carpaneto Piacentino, in provincia di Piacenza.

## Storia
Secondo le cronache locali, il castello fu distrutto nel settembre 1216 ad opera di milizie provenienti dal Pavese, dal Cremonese e dal Parmense, impegnate in scontri con i piacentini, al tempo alleati con le forze milanesi.

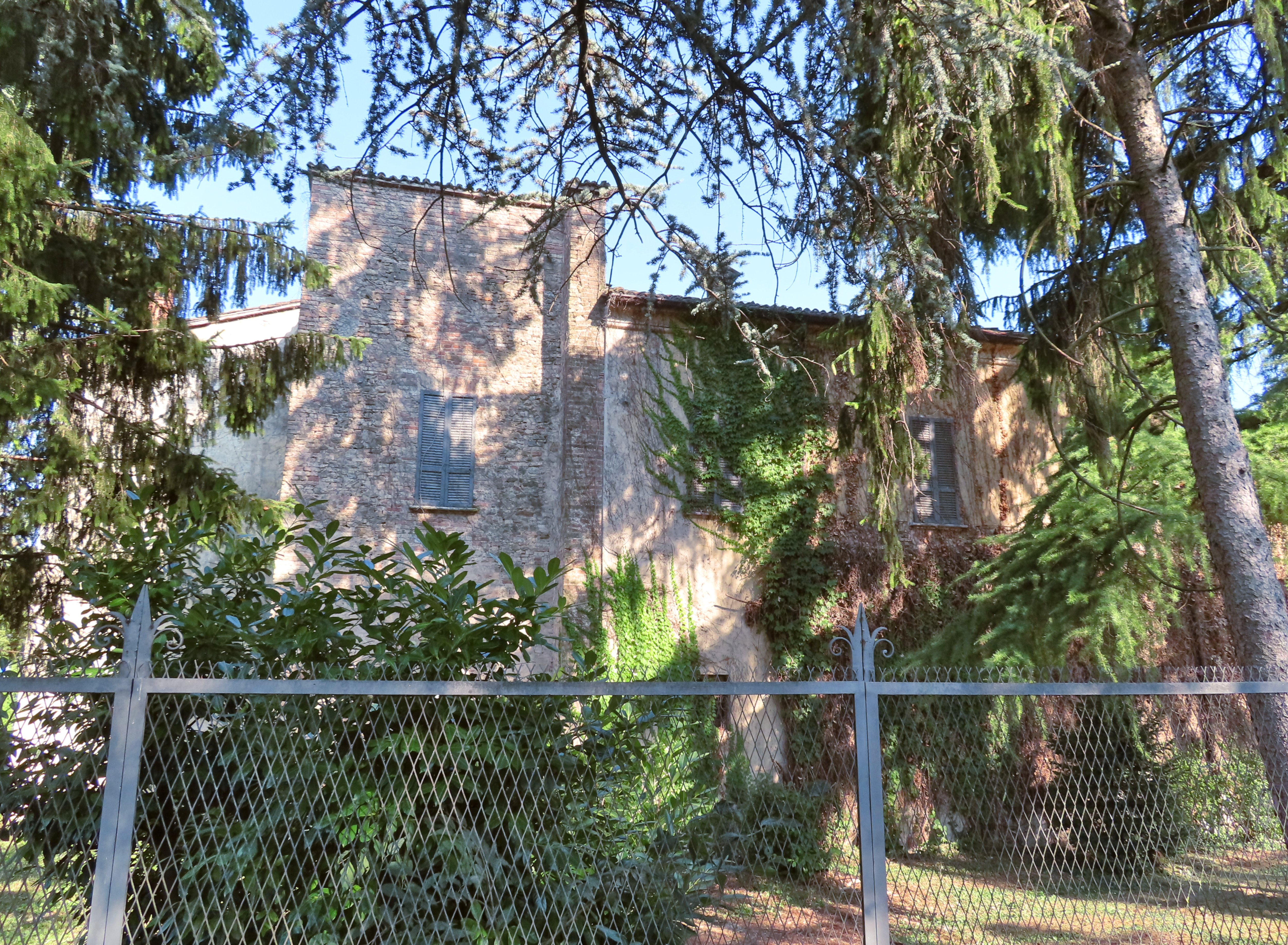
Un lato del castello

Un documento risalente al maggio del 1423 testimonia che all'epoca Ciriano era feudo della famiglia Bracciforti, la quale godeva di una serie di diritti fiscali, tra cui quelli di osteria e macello, nonché la possibilità di richiedere le decime ai residenti.
Come testimoniato da un atto notarile redatto il 16 settembre 1445, il castello fu coinvolto in una serie di dispute a seguito della scomparsa di Giovanni Bracciforti, culminate con l'assegnazione al figlio della metà del castello stesso, con l'eccezione di un'abitazione posta all'interno del complesso che era abitata dalla famiglia Mancassola.
Nel 1616 una porzione del castello fu ceduta dalla famiglia Bracciforti alla famiglia Riva di Spettine; questa porzione, nel 1691 fu ceduta ad altri membri della famiglia Riva a titolo di permuta. Nel 1700 la famiglia Bracciforti, che era rimasta comproprietaria del complesso, riacquistò la porzione ceduta in passato, mantenendone poi il possesso fino al XIX secolo.
Nella seconda metà del Novecento il complesso era di proprietà del dottor Dodi.

## Struttura
La struttura originaria del castello è stata pesantemente rimaneggiata subendo una trasformazione in residenza nobiliare; rimangono visibili alcune tracce del fossato.